# Jérémy Toto
Jérémy Thomas Toto (* 15. Mai 1992 in Courbevoie) ist ein französischer Handballspieler.

## Karriere

### Verein
Jérémy Toto lernte das Handballspielen in der Jugendabteilung von US Créteil HB. Ab 2011 stand der 1,97 m große Kreisläufer im Kader der Erstligamannschaft. In der Saison 2012/13 stieg Créteil aus der Ligue Nationale de Handball in die Pro D2 ab, kehrte jedoch nach einem Jahr als Meister der zweiten Liga zurück. In der Saison 2016/17 nahm die Mannschaft um den defensivstarken Toto am EHF-Pokal teil, schied dort allerdings bereits in der ersten Runde aus. Am Saisonende musste man erneut den Gang in die Zweitklassigkeit antreten. Nachdem der sofortige Wiederaufstieg misslang, wechselte Toto zum Erstligisten Saint-Raphaël Var Handball, mit dem er 2019 das Halbfinale in der Coupe de France und das Finale in der Coupe de la Ligue erreichte. Im EHF-Pokal 2018/19 kam man ins Viertelfinale. Im Sommer 2020 schloss er sich dem polnischen Klub Wisła Płock an, mit dem er Zweiter in der polnischen Superliga und im polnischen Pokal wurde sowie den vierten Platz in der EHF European League 2020/21 erreichte. Anschließend unterschrieb er beim nordmazedonischen Rekordmeister RK Vardar Skopje, mit dem er 2022 Meisterschaft und Pokal gewann. Ab 2022 lief er für den französischen Spitzenklub HBC Nantes auf. In der Saison 2022/23 gewann er den Trophée des Champions sowie in den Spielzeiten 2022/23 und 2023/24 die Coupe de France. Seit dem Sommer 2024 läuft er für den ungarischen Erstligisten OTP Bank-Pick Szeged auf. Mit Szeged gewann er 2025 den ungarischen Pokal.

### Nationalmannschaft
Mit der französischen Juniorennationalmannschaft gewann Toto die Bronzemedaille bei der
U-21-Weltmeisterschaft 2013. Mittlerweile gehört er dem Kader der französischen Nationalmannschaft an.